# Ano Yume o Nazotte
«Ano Yume o Nazotte» (あの夢をなぞって?) es la segunda canción lanzada por el dúo de música pop Yoasobi. Fue lanzada el 18 de enero de 2020, y está basada en «Yume no Shizuku to Hoshi no Hana» (夢の雫と星の花?), una historia breve escrita por Sōta Ishiki (いしき蒼太?) y publicada en el sitio web Monogatary. Así como el sencillo anterior de Yoasobi, el material fuente de la canción también ganó un gran premio durante los premios de fin de año del sitio web Monocon 2019. El video musical de «Ano Yume o Nazotte» trata de una historia de romance en una escuela secundaria durante un espectáculo de fuegos artificiales.

## Posicionamiento en listas
| Listas                  | Mejor posición |
| ----------------------- | -------------- |
| Billboard Japan Hot 100 | 32             |